# Non c'è fumo senza fuoco
Non c'è fumo senza fuoco (Il n'y a pas de fumée sans feu) è un film del 1972 diretto da André Cayatte.

## Trama
Chavigny, un popoloso sobborgo di Parigi. Joseph Boussard è il sindaco della città. Si stanno preparando le elezioni amministrative; il vicesindaco Edouard Morlaix sovrintende la campagna elettorale avendo a disposizione un paio di teppisti. Costoro uccidono "accidentalmente", simulando un incidente stradale, un attacchino del campo politico avverso. Numerosi cittadini cercano di convincere il dottor Michel Peyrac, un giovane medico integerrimo e stimato, a presentarsi come candidato contro la corrotta amministrazione al potere. Morlaix incarica i suoi scagnozzi di sorvegliare il medico, la moglie e la loro cerchia di amici. Un punto debole viene trovato in Olga, un'amica della signora Peyrac: Olga ha per amante un giovane tedesco, Ulrich Berl, abilissimo fotografo dilettante. Morlaix ricatta Ulrich, a causa di alcuni trascorsi giudiziari, e lo costringe a truccare una fotografia in modo che la signora Peyrac, grazie a un fotomontaggio, appaia fra i partecipanti a un'orgia in casa di Olga.
Il fotomontaggio viene inviato alla signora Peyrac, la quale viene invitata a fare pressioni sul marito per spingerlo a rinunciare alla candidatura, pena la diffusione della foto compromettente fra gli elettori di Chavigny. La signora Peyrac, donna onestissima, avverte il marito dichiarandogli il proprio sostegno e invitandolo a non cedere al ricatto. Morlaix invia la foto a tutte le famiglie di Chavigny. Ulrich, colto dal rimorso, si accinge a rivelare il complotto: viene fatto uccidere e la colpa fatta ricadere sul dottor Peyrac il quale viene imprigionato. Olga riesce ad ottenere la liberazione di Peyrac grazie ad un ricatto. Il medico, tuttavia, la cui reputazione è stata distrutta, ritira la propria candidatura. Anche Boussard annuncia di non volere più ricandidarsi, spianando la strada allo spietato e cinico Morlaix.

## Riconoscimenti
- 1973 – Festival internazionale del cinema di Berlino
  - Orso d'argento, gran premio della giuria
  - Premio UNICRIT
  - Premio INTERFILM Otto Dibelius